# ビックリマンワールド
『ビックリマンワールド』は、1987年10月30日に日本のハドソンから発売されたPCエンジン用アクションロールプレイングゲーム。
テレビ朝日系テレビアニメ『ビックリマン』（1987年 - 1989年）を題材としており、主人公のヘッドロココがスーパーゼウスに命じられた始祖ジュラ退治のために旅立つ内容になっている。本作はウエストンが開発、セガからアーケードゲームとして同年8月に稼働された『ワンダーボーイ モンスターランド』（1987年）を、ハドソンがPCエンジンに移植する際にキャラクターを『ビックリマン』に登場するキャラクターに置き換えて制作された。システムとしては面クリア方式となっている。
PCエンジン本体と同時に発売されたローンチタイトルでもある。『ワンダーボーイ モンスターランド』（以下『モンスターランド』）の稼働から僅か2ヶ月後の発売にもかかわらず、モンスターランドの攻略がほぼ通用する移植度の高さとなっている。
後にキャラクターが置き換えられた『新高橋名人の冒険島』（2004年）が携帯電話ゲームとして各種携帯電話キャリアにて配信された。

## ゲーム内容

### システム
本作のゲーム自体は、『モンスターランド』ほぼそのままである。ゲーム中は制限時間が設けられており、0になるとライフが1個分減る。敵から出現したハート/ビッグハート及び（隠しアイテムのハートでは戻らない）道中に落ちている砂時計を取得すれば制限時間は元に戻る。ライフゲージが無くなるとゲームオーバーという仕様も『モンスターランド』と同様である。

### 『モンスターランド』との主な違い
- プレイヤーキャラクター、各ステージのボス、ショップの店員などのグラフィックを、当時の発売時期に登場していたビックリマンのキャラクターに差替え。
- キャラクター変更に伴いセリフも一部改変された。
- 柱の後ろや雲など、キャラクターが後ろに隠れる箇所で重ね合わせのマスク処理がない。
- 敵キャラの耐久力を示すエネルギータイマーが青固定（攻撃しても体力値に反映されず色が変わらない）。
- 主人公が店等に入る際に扉をノックしない。
- オープニンググラフィックの変更と専用BGMの追加。
- マップが切り替わる毎に砂時計が初期状態になる。
- エンディングがスーパーゼウスのセリフのみ。
- エンドクレジットのカット（アーケード版と同様のエンディングBGMはフルコーラスで流れる）。
- ゲームクリア時にゴールドがスコアに加算されない。
- アイテム取得時などのメッセージウインドウ表示時に1/30秒程度画面の動きが止まる。
- 『モンスターランド』の隠し要素である、ゴールド取得時にある条件を満たすことで通常よりも多い60ゴールド前後を得るテクニックが使えない。
- 『モンスターランド』にいたボス「ホブゴブリン」が存在せず、代わりに「ネロ魔身（アーケード版でのデーモンに相当）」が配置されている。
- エリアゴールの柵、面クリア時のタイマー清算画面などのカット。
- 隠しコマンドによるコンティニューの導入。アーケード版では不可だった最終面でもコンティニューが可能。
- コンティニュー時に最大ライフが初期化される。
- シールドのみ装備品ランク問わず伝説の盾のカラーに固定。ただし装備がドロップアイテムで出現した時はアーケード版と同様のカラーリングとなっている。
- 所有アイテム欄やメッセージウインドウなど一部レイアウトの変更。
- すべての音（BGMと効果音）が2音半低い[2]。

### その他
- 『モンスターランド』の高額ゴールドを得る隠し要素がカットされているため、全部の装備を買い揃えるにはゴールドが足りなくなるので、買い物には計画が必要となる。
- アーケード版の稼働当時は、雑誌『ゲーメスト』のハイスコア集計コーナーでは、点数ではなくクリア時のゴールドの総額がハイスコアアタックの集計対象となっていた。本作では上記の仕様により、ハイスコア狙いでは元の『モンスターランド』ほど高額のゴールドを稼ぐことはできない。
- PCエンジンではBG画面が1面しかない関係で、スコア表示やメッセージウインドウ等は全てスプライトによる描画となっている。

## 登場キャラクター
- ヘッドロココ
主人公。第9弾ヘッド。始祖ジュラ退治をスーパーゼウスに命じられ、旅に出る[3]。
- スーパーゼウス
第1弾ヘッド。最初の家で武器を提供してくれる他、行く先々でヒントを提供してくれる。
- サタンマリア
第5弾ヘッド。誕生タイプが1面のボス、六聖球パワーアップ後タイプが6面のボスとして登場。誕生タイプは複数回再登場する。
- ヘラクライスト
第7弾ヘッド。ショップ店員として登場する。
- シャーマンカーン
第2弾ヘッド。行く先々の隠し部屋でアイテムを交換してくれる。
- スーパーデビル
第3弾ヘッド。2面に登場、以降通常の敵として再登場する。
- ワンダーマリア
第11弾ヘッド。3面のボスとして登場、以降複数回再登場する。
- 聖華士
第10弾天使。4面の隠し部屋に登場。
- 魔肖ネロ
第8弾ヘッド。4面のボスとして登場。
- ノアフォーム
第10弾ヘッド。5面の隠し部屋で敵として登場。以降複数回再登場する。
- 聖蝶士
第10弾天使。ショップ店員として登場。
- 聖澄士
第10弾天使。ショップ店員として登場。
- ネロ魔身
第8弾ヘッド。8面の隠し部屋で敵として登場。以降複数回再登場する。
- 始祖ジュラ
第6弾ヘッド。最終面のボスとして登場。
- ブラックゼウス
第6弾ヘッド。 始祖ジュラの正体として最後に登場する敵。

## 他機種版
| No. | タイトル           | 発売日        | 対応機種                        | 開発元       | 発売元   | メディア                              | 型式 | 備考 |
| --- | ------------------ | ------------- | ------------------------------- | ------------ | -------- | ------------------------------------- | ---- | ---- |
| 1   | 新高橋名人の冒険島 | 2004年8月2日  | FOMA900i （iアプリ）            | マトリックス | ハドソン | ダウンロード （着☆あぷ♪ボンバーマン） | -    |      |
| 2   | 新高橋名人の冒険島 | 2004年12月1日 | ボーダフォンライブ! （Vアプリ） | マトリックス | ハドソン | ダウンロード （着信☆あぷり♪）         | -    |      |

## 評価
- ゲーム誌『PC Engine FAN』の読者投票による「ゲーム通信簿」での評価は以下の通りとなっており、19.76点（満30点）となっている[1]。また、この得点はPCエンジン全ソフトの中で347位（485本中、1993年時点）となっている。

| 項目 | キャラクタ | 音楽 | 操作性 | 熱中度 | お買得度 | オリジナリティ | 総合  |
| 得点 | 3.72       | 3.30 | 3.25   | 3.42   | 3.33     | 2.74           | 19.76 |

- 発売当時は、セガマニアの読者比率が高かった雑誌『Beep』では「ソックリマンワールド」等と揶揄されていた。

- ゲーム本『懐かしゲーム機大百科 PCエンジン完全ガイド 1987-1999』では、本作が『ワンダーボーイ モンスターランド』の移植作である事を指摘した上で、「移植作品として見ればキャラクターや一部裏技を使えないことを除けば再現性は高い」と肯定的に評価している[8]。